# Lanchester (submetralhadora)
A Lanchester foi uma submetralhadora produzida exclusivamente para a Marinha Real e jamais distribuída entre as forças terrestres, nem usada em ação em quantidades muito grandes.

## Características
Projetada por George Lanchester no começo de 1941, seu desenho era uma cópia fiel da MP28 alemã, diferindo em pequenos detalhes, como o encaixe da baioneta e a posição da alavanca seletora de fogo.
A Lanchester carregada pesava apenas 5,4 kg e era de fabricação bastante cara e demorada a coronha de madeira maciça, era feita de nogueira e guarnecida com uma placa de latão no coice da coronha. Mesmo na época da Segunda Guerra Mundial, sua aparência já era de peça de "antiguidade", impressão que era acentuada pelo fato de o invólocro do carregador também ser de latão maciço.
Não obstante, a Lanchester serviu muito bem à sua finalidade e permaneceu em uso nos navios da marinha até meados dos anos 1960, quando acabou sendo substituída pela submetralhadora Sterling.
Para as poucas ocasiões em que os marinheiros precisavam de armas portáteis, a Lanchester era adequada e bastante confiável.